# Välfärdsutredningen
Välfärdsutredningen är en enmansutredning i Sverige som leddes av den särskilda utredaren Ilmar Reepalu, utsedd av regeringen Löfven 5 mars 2015, för att utreda den svenska välfärdens organisering med särskilt avseende på frågan om vinster i välfärden och hur dessa ska begränsas, samt förändringar i lagen om valfrihetssystem (LOV). Till utredningen fanns en stor expertgrupp knuten, sakkunniga och två referensgrupper.
Välfärdsutredningen lämnade över sitt betänkande Ordning och reda i välfärden (SOU 2016:78) till statsrådet Ardalan Shekarabi 8 november 2016.

## Bakgrund
Efter riksdagsvalet 2014 bildade Socialdemokraterna och Miljöpartiet en koalitionsregering i minoritet. Det parlamentariska läget var sådant att Socialdemokraterna och Miljöpartiet hade färre riksdagsmandat än allianspartierna, varför de efter att Centerpartiet och Liberalerna avvisat framstötar om samarbete sökte stöd hos Vänsterpartiet. Tillsammans med Vänsterpartiet hade regeringen fler riksdagsmandat än vad Alliansen hade.
Tillsammans med Vänsterpartiet slöt regeringen en överenskommelse som presenterades 6 oktober 2015. Överenskommelsen rörande ett inledande av ett budgetsamarbete i Riksdagen med villkoret att vinsterna i välfärden skulle utredas. Målsättningen sattes till att utreda en välfärd utan vinstintresse. Reaktionen på överenskommelsen var negativ från bland annat Allianspartiernas håll. Centerpartiledaren Annie Lööf kallade den en "vänstersväng i mörkröd riktning" och liberalernas ledare Jan Björklund uttryckte besvikelse över Statsministern Stefan Löfven. På Svenskt Näringsliv beklagade Carola Lemne att Vänsterpartiet fått så stort inflytande över regeringens politik.

## Utredningsdirektiv
5 mars 2015 beslutade regeringen vid sitt sammanträde att uppdra åt en särskild utredare att föreslå ett nytt regelverk för offentlig finansiering av privat utförda välfärdstjänster. Som särskild utredare utsåg regeringen Ilmar Reepalu. För detta arbete knöts till utredningen 6 sekreterare, 4 sakkunniga, 23 experter och två referensgrupper under utredningstiden.
Regeringen fastslog utredningens direktiv 5 mars 2015 (dir. 2015:22). Syftet med utredningen angavs till att säkerställa dels att offentliga medel används till just den verksamhet de är avsedda för och på ett sådant sätt att de kommer brukarna till godo, dels att eventuella överskott som huvudregel ska återföras till den verksamhet där de uppstått.  Nya regler om hur offentliga anslag får användas för privat utförda välfärdstjänster bör därför starkt begränsa möjligheterna att dela ut vinst eller på annat sätt föra ut medel från verksamheten, även i samband med försäljning. Utredningen ska föreslå hur offentlig finansiering av privat utförda välfärdstjänster kan utformas så att den säkrar likvärdighet, kvalitet, samhällsekonomisk effektivitet, behovsstyrning och öppenhet. och utifrån detta skulle utredningen:
- Föreslå vilka krav som bör ställas på privata utförare av välfärdstjänster för att uppnå målet att överskott som huvudregel ska återinvesteras i den verksamhet som de är avsedda för.
- Undersöka hur regelverket som styr upphandling av bland annat sociala tjänster kan förenklas och göras mer flexibelt och lämna förslag på hur förutsättningarna för den idéburna sektorn kan förbättras.
- Utvärdera de regler som gäller tillfälliga asylboenden och lämna förslag på åtgärder som innebär krav på att privata aktörer ska kunna visa hur offentliga medel ska användas i verksamheten och komma brukarna till godo.[11]

Utredningens betänkande delades upp i två delar där de delar som rörde lagen om valfrihetssystem skulle presenteras som ett delbetänkande 1 november 2015 och att uppdraget i övrigt, däribland förändringar i aktiebolagsordningen och SVB-bolag med mera i syfte att starkt begränsa möjligheterna ta ut vinster ur välfärden, ska redovisas 1 november 2016. I ett tilläggsdirektiv från 15 oktober 2015 (Dir. 2015:100) beslutas att tiden för utredningens delbetänkande förlängs till att redovisas tillsammans med uppdraget i övrigt. Den 5 november 2015 genomför regeringen flera förändringar i direktiven. Bland annat dras uppdraget att utreda regelförändringar som möjliggör för landstingen att inte ha kvar ett vårdvalssystem som är tvingande för patienterna att välja primärvårdscentraler tillbaka. Dagarna innan regeringsbeslutet om att undanta så kallade tvångs-LOV från utredningen uttalade sig civilminister Ardalan Shekarabi i Dagens Nyheter om att förändringarna görs i syftet att ge utredningen en mer blocköverskridande karaktär. Förändringarna sker efter att Centerpartiet, Liberalerna, Kristdemokraterna, Moderaterna med stöd av Sverigedemokraterna lämnat regeringen ett tillkännagivande i riksdagen att inte föreslå förändringar av tvångs-LOV.

## Utredningens resultat

### Om vinstdrivande företag i välfärden
8 november 2016 överlämnade välfärdsutredningen sitt betänkande till regeringen. Utredningen konstaterar att inslaget av privata utförare i välfärden har ökat sedan 1980-talet och att den ökningen som skett efter år 2000 nästan helt varit bland vinstsyftande företag, som i allt större utsträckning nationellt eller internationellt etablerade, medan andelen företag av idéburen karaktär varit relativt konstant.
För kartläggningen av vinster och lönsamhetsmått på välfärdsmarknaden tog utredningen hjälp av Statistiska centralbyrån. Den visade att det 2014 fanns över 4600 företag inom välfärdsområdet som får 70 procent eller mer av sina intäkter från det offentliga. Lönsamheten inom välfärden visade att kapitalavkastningen låg betydligt högre än övriga tjänstesektorn. Under 2014 låg den på 13,4 procent medan motsvarande siffra inom tjänstesektorn som helhet var 7,4 procent. Avkastningen på eget kapital uppgick till 27,5 procent medan motsvarande i tjänstsektorn i helhet låg på 14,3 procent. Särskilt hög visade sig avkastningen vara i relation till det operativa kapitalet. Mellan åren 2005 och 2013 låg medianavkastningen bland välfärdsföretagen på 47 procent. Utredningen konstaterar därför att det förekommer inom välfärden övervinster. Utredningen definierar övervinster som "vinster som överstiger den ersättning som marknaden kan anses kräva för att skjuta till kapital till företagen". Kartläggningen visar också att spridningen är mycket stor där vissa företag gör mycket stora vinster med hög kapitalavkastning till ägarna.
Vidare har utredningen funnit indikationer på att vinstsyftande företag har lägre personaltäthet än andra typer av utförare och att konkurrensen och den ökade andelen privata utförare medfört segregerande effekter och bidragit till segregation. Skillnaden i resultat mellan skolor ökar och att privata och offentliga utförare tenderar att dra till sig brukare med olika socioekonomisk bakgrund, och att vinstdrivande företag riktar in sig på patienter förknippade med låga kostnader vilket ger upphov till en segregerad hälso- och sjukvård.
Utredningen konstaterar att det finns dåligt med forskning om hur vinstdrivande företag och konkurrens påverkat välfärden i fråga om kvalitet och effektivitet, men utifrån det material som finns fann utredningen inte stöd för påståendet att vinstdrivande företag ökar kvaliteten eller effektiviteten i välfärdsverksamheterna.
I en jämförelse med Norge och Finland visade det sig att inget av dessa länder tillåter vinstsyftande skolor och inslaget av fristående skolor begränsat. I Danmark är det däremot mycket vanligt med fristående skolor trots att vinstsyftande verksamhet inte är tillåten. Däremot är privata vinstsyftande företag inom förskolan, omsorgen och hälso- och sjukvård tillåten i alla nordiska länder. Jämfört med Sverige är inslaget av idéburna aktörer större i samtliga andra nordiska länder.

## Utredningens slutsatser

### Om vinsterna i välfärden
Utredningen drar slutsatsen att "en fortsatt utveckling mot allt större, vinstsyftande aktörer riskerar att leda till mer likriktning och minskad mångfald för brukarna." och menar att de stora vinstuttagen "utgör ett legitimitetsproblem att verksamhet som finansieras av offentliga medel är mer lönsam än annan verksamhet och gör stora övervinster." Vidare bedömer utredningen att det finns "betydande risker med att ha aktörer som primärt drivs av vinstintresse inom den offentligt finansierade välfärden." och gör denna slutsats på grund av att välfärdstjänsterna är inte vilka tjänster som helst då ett misslyckat levererande av dessa tjänster innebär att konsekvenser för medborgarnas liv och hälsa kan bli stora.
Med anledning av att några entydiga effekter på effektivitet och kvalitet inte kunnat påvisas är utredningens slutsats att det beror på att den offentligt finansierade välfärden har särskilda egenskaper som medför att den inte fungerar som en vanlig marknad där kunder själva står för finansieringen. Välfärden beskrivs i utredningen som en kvasimarknad, och att det är på grund av detta som övervinsterna är möjliga.
Med anledning av resultatet runt friskolor så drar utredningen slutsatsen att möjligheter att ta ut vinster inte är nödvändig för att uppnå en stor friskolesektor.

## Utredningens förslag till åtgärder

### Särskilda tillstånd och vinstbegränsningar
Utredningen föreslår aktörer som vill motta offentliga medel för sin verksamhet måste ha ett särskilt tillstånd och för att få detta tillstånd krävs att merparten av medlen avsedda för skola, vård och omsorg också går in i verksamheten och inte vinstutdelning. Vinstutdelningen föreslås vidare att begränsas till avkastningsränta på operativt kapital. Denna avkastningsränta föreslås motsvara statslåneräntan plus 7 procentenheter.

## Utredningens medlemmar

### Särskild utredare
- Ilmar Reepalu

### Sakkunniga
- Niklas Ridoff, departementssekreterare, Regeringskansliet (entledigad 17 september 2015)
- Sara Westerlund, Rättssakkunnig, Finansdepartementet
- Lotta Karle, kansliråd, Finansdepartementet (förordnad 17 september 2015, entledigad 16 februari 2016)
- Helen Forslind, kansliråd, Finansdepartementet (förordnad 16 februari 2016)

### Expertgruppen
- Anna Barklund, ämnesråd, Utbildningsdepartementet
- Thomas Edling, kansliråd, Justitiedepartementet
- Maria Wiberg, kansliråd, Utrikesdepartementet
- Anna Gralberg, kansliråd, Socialdepartementet
- Sara S. Johansson, kansliråd, Socialdepartementet
- Johan Ndure, kansliråd, Finansdepartementet
- Emma Rignér, kansliråd, Finansdepartementet
- Per Hollander, Kansliråd, Näringsdepartementet (entledigad 3 maj 2016)
- Eva Ljungbert, kansliråd, Näringsdepartementet
- Daniel Wohlgemuth, ämnessakkunnig, Kulturdepartementet
- Thord Redman, chefsstrateg, Inspektionen för vård och omsorg
- Eva Hagbjer, utredare, Myndigheten för vård- och omsorgsanalys
- Martin Sparr, enhetschef, Socialstyrelsen
- Johan Kylenfelt, avdelningsjurist, Statens skolinspektion (entledigad 12 januari 2016)
- Björn Larsson, sakkunnig, Konkurrensverket
- Elisabeth Åkrantz, sakkunnig, Upphandlingsenheten (entledigad 15 augusti 2016)
- Lena Svensson, handläggare, Sveriges kommuner och landsting
- Gunnar Persson, enhetschef, Statens skolinspektion (förordnad 10 augusti 2015)
- Malin Bohlin, kansliråd, Finansdepartementet (förordnad 17 september 2015)
- Annica Runsten, enhetschef, Statens skolinspektion (förordnad 12 januari 2016)
- Helen Forslind, kansliråd, Finansdepartementet (förordnad 16 februari 2016)
- Lena Ljungberg, kansliråd, Finansdepartementet (förordnad 3 maj 2016)
- Therese Hellman, sakkunnig, Upphandlingsenheten (förordnad 15 augusti 2016)

### Referensgrupper
Utredningen har också haft två referensgrupper, en för utbildningsområdet och en för vård och omsorgsområdet, knutna till arbetet.

### Sekreterare
- Johan Höök, departementsråd, huvudsekreterare (förordnad 5 mars 2015)
- Elin Sundberg, jur.kand., sekreterare (förordnad 13 april 2015)
- Marianne Bergqvist, kammarrättsassessor, sekreterare (förordnad 21 april 2015)
- Johan Lantto, utredare, sekreterare (förordnad 2 augusti 2015)
- Frida Widmalm, revisionsdirektör, sekreterare (förordnad 1 september 2015, entledigad 20 juni 2016)
- Lina Lundblad, departementssekreterare, sekreterare (förordnad 15 augusti 2016)

### Källförteckning
- Reepalu, Ilmar (2016) (på Svenska). Ordning och reda i välfärden. SOU 2016:78. Stockholm: Regeringskansliet. ISBN 978-91-38-24522-4. http://www.regeringen.se/contentassets/da2ccefb5dc84389b79b48b06a5e000a/ordning-och-reda-i-valfarden-sou-201678
- Kommittédirektiv (5 mars 2015). ”Ett nytt regelverk för offentlig finansiering av privat utförda välfärdstjänster”. Regeringenskansliet. http://www.regeringen.se/49bb0f/contentassets/7d26d17bdd394a1c934185a445315780/ett-nytt-regelverk-for-offentlig-finansiering-av-privat-utforda-valfardstjanster-dir.-201522. Läst 21 januari 2017.
- Kommittédirektiv (15 oktober 2015). ”Tilläggsdirektiv till Välfärdsutredningen (Fi 2015:01)”. Regeringenskansliet. http://www.regeringen.se/4a936f/contentassets/3b2f75afa9dc4bff925b4dfce3d492bf/tillaggsdirektiv-till-valfardsutredningen-dir.-2015100. Läst 21 januari 2017.
- Kommittédirektiv (5 november 2015). ”Tilläggsdirektiv till Välfärdsutredningen (Fi 2015:01)”. Regeringenskansliet. http://www.regeringen.se/4aafa3/contentassets/20b71f220e4f470f9e560f883356fbfd/tillaggsdirektiv-till-valfardsutredningen-dir.-2015108. Läst 21 januari 2017.
- Olsson, Hans (3 november 2015). ”Regeringen backar omprivata vårdcentraler”. Dagens Nyheter. http://www.dn.se/nyheter/sverige/regeringen-backar-omprivata-vardcentraler/. Läst 21 januari 2017.
- Holmqvist, Anette; Röstlund, Lisa (6 oktober 2014). ”S, MP och V överens om vinster i välfärden”. Aftonbladet. http://www.aftonbladet.se/nyheter/article19650510.ab. Läst 21 januari 2017.
- Thorén, Mats (6 oktober 2014). ”Regeringen och Vänsterpartiet stoppar vinst i välfärden”. Lärartidningen. http://lararnastidning.se/regeringen-och-vansterpartiet-stoppar-vinst-i-valfarden/. Läst 21 januari 2017.
- Clark, Anders (6 oktober 2014). ”Alliansen kritiserar regeringens överenskommelse med V”. Sveriges Radio. http://sverigesradio.se/sida/artikel.aspx?programid=83&artikel=5983745. Läst 21 januari 2017.
- Finansdepartementet (8 november 2016). ”Ordning och reda i välfärden”. Regeringenskansliet. http://www.regeringen.se/rattsdokument/statens-offentliga-utredningar/2016/11/sou-201678/. Läst 21 januari 2017.